# ПиН Телеком
«ПиН Телеком» — бывший российский телекоммуникационный холдинг, входивший в число крупнейших телекоммуникационных компаний России. Полное наименование — Общество с ограниченной ответственностью «ПиН Телеком». Штаб-квартира — в Санкт-Петербурге.
Решением Арбитражного суда Санкт-Петербурга и Ленинградской области от 03 июня 2013 года по делу А56-16224/2012 ООО «ПиН Телеком» признано несостоятельным (банкротом) и в настоящий момент[когда?] находится в стадии ликвидации.

## История
ООО «ПиН Телеком» образовано в 2007 году управляющей компанией «ПиН Групп» (P&N Group) для работы с телекоммуникационными активами, приобретенными «ПиН Групп».

## Собственники и руководство
Собственник ООО «ПиН Телеком» — управляющая компания «ПиН Групп». В свою очередь, владельцами «ПиН Групп» являются Владимир Пратусевич и Дмитрий Невельский.
Генеральный директор — Владимир Пратусевич.

## Деятельность
Холдинг оказывает услуги доступа в Интернет, телефонии, хостинга и другие услуги связи в Санкт-Петербурге и Ленинградской области.
По итогам второго квартала 2011 года холдинг занимал 3-е место среди Интернет-провайдеров Санкт-Петербурга по количеству абонентов широкополосного доступа в Интернет (148 тыс. абонентов, 12 % рынка). Также холдинг занял 2-е место в рейтинге самых быстрорастущих телекоммуникационных компаний России (CNewsTelecom Fast), увеличив выручку с 400 млн руб. в 2009 году до 800 млн руб. в 2010 году, и 4-е место в рейтинге независимых региональных операторов широкополосного доступа в Интернет.

## Структура группы
С 2009 года операторы холдинга оказывали услуги под брендами «Ниеншанц-Хоум», «АнтХилл» и «General Net».